# Creurgops verticalis
Tangará-de-coroa-ruiva ou tiê-de-coroa-ruiva (Creurgops verticalis) é uma espécie de ave da família Thraupidae.
Pode ser encontrada nos seguintes países: Colômbia, Equador, Peru e Venezuela.
Os seus habitats naturais são: regiões subtropicais ou tropicais húmidas de alta altitude.